# 권나무
권나무(1986년 ~)는 대한민국의 가수, 문학인, 교사다. 2014년 1집 앨범 [그림]으로 데뷔했다.

## 학력
- 진주교육대학교

## 방송
- 포커스 : Folk Us (2020) - Top41(30위)

## 음반
- 그림 (2014)
- 사랑은 높은 곳에서 흐르지 (2016)
- Found Tracks Vol.69 (2016)
- 튀김우동 (2016)
- 제비다방 컴필레이션 2017 + 2018 (2017)
- 새로운 날 (2019)
- 바라던 바다 (2019)
- 온스테이지 10주년 - Only ONSTAGE : 9 (2020)

### 다시, 봄 프로젝트
- 다시, 봄 (2015)

## 도서
- 다정하다고 말해주세요 (2022)

## 수상
- 제13회 한국대중음악상 최우수 포크 노래 (2016)
- 제12회 한국대중음악상 최우수 포크 노래 (2015)
- EBS 스페이스 공감 5월의 헬로루키 (2014)